# (1218) Aster
(1218) Aster – planetoida z grupy pasa głównego asteroid okrążająca Słońce w ciągu 3 lat i 149 dni w średniej odległości 2,26 au. Została odkryta 29 stycznia 1932 roku w Landessternwarte Heidelberg-Königstuhl w Heidelbergu przez Karla Reinmutha. Nazwa planetoidy pochodzi od astrów, kwiatów z rodziny astrowatych. Przed nadaniem nazwy planetoida nosiła oznaczenie tymczasowe (1218) 1932 BJ.